# Miklós Gyula (főispán)
Miklós Gyula (Finke, 1855 – Budapest, 1923. december 10.) országgyűlési képviselő, Borsod vármegye főispánja.

## Élete
Édesapja, Miklós Gyula országgyűlési képviselő és borászati kormánybiztos volt. Tanulmányait a bécsi Theresianumban végezte, majd a Budapesti Egyetemen tanult jogot. Miklós Gyula életéről keveset tudunk. Tudjuk, sőt működésének fontos momentuma az, hogy kibékíthetetlen ellenfelek voltak Melczer Gyulával, a megyei alispánnal, és küzdelmük fontos színfoltja volt a megye és a város politikai életének.
1894 októberében Vay Béla után Miklós Gyulát nevezték ki a vármegye főispánjának. Miklós Gyula az edelényi választókerület küldöttjeként lett országgyűlési képviselő. A beiktatási ünnepség – majdnem – a megszokott és tradicionális menetrend szerint zajlott: a fővárosból vonattal érkező főispánt a megyehatáron, Mezőkövesden Gaszner Gyula főszolgabíró, Miskolc pályaudvarán pedig Molnár Bertalan főjegyző és Soltész Nagy Kálmán polgármester üdvözölte. A közgyűlés előtti esküt a megyeházán tette le, de – és ez az eltérés a hivatalos menetrendtől – az ünnepi aktust nem az alispán, Melczer Gyula vezette le, mert ő távol maradt immár hivatali főnöke beiktatásától, hanem helyette Lévay József „ugrott be”. A főispán a székfoglalójában fontosnak tartotta megjegyezni: „Borsodvármegyének, melyhez engemet, őseimnek évszázadokra visszanyúló szépemlékein kívül gyermekkoromnak, ifjúságomnak és politikai pályámnak majdnem minden percze a hála és ragaszkodás erős kötelékeivel úgy hozzá fűz, mint ahogy hű gyermeket háládatos szíve jó szüleihez kötni szokta. Ezzel az érzéssel mondok hálás köszönetet a szívélyes fogadtatásért is, mely fokozottan kötelez arra, hogy kibontsam a kezembe vett zászlót.” Miklós Gyula rövid másfél évig volt a vármegye főispánja, abban az időszakban, amikor minden figyelmet a millenniumi ünnepségekre való készülődés kötött le. A nagy budapesti bemutatkozáskor a megyét azonban már nem ő, hanem utódja, Vay Elemér vezette. Az ezt követő időszakban nem tudni mi lett a sorsa.
Lichtenstein József, a megye krónikása írásából tudunk a Miklós–Melczer ellentét lényegéről és (ideiglenes) megoldódásáról. Eszerint Melczer Gyula alispán a Borsodmegyei Gazdasági Egyesület elnökeként hosszú ideig eredményesen tevékenykedett „a vármegyei mezőgazdasági érdekek fejlesztése körül”. A továbbiakhoz magyarázatot adhat az is, hogy Melczer felesége Vay Róza volt, s ily módon a Vay családhoz tartozott. „Melczer Gyula alispánságának utolsó éveiben a vármegye közéletében erős és szenvedélyes társadalmi mozzanat volt tapasztalható. Két gladiátor harcza szemben egymással… Mindketten a megyének elsőrangú szereplői voltak Dr. Miklós Gyula nagy Tisza Kálmán-párti, Melczer Gyula gróf Apponyi Albert-párti volt, és a czél úgy látszott az vala, hogy … ki vegye át Borsodvármegye közéletének vezetését. … a harc vége az lett, hogy Melczer Gyula neheztelvén a megyei közgyűlés egy részének részben megváltozott viselkedését 1894. december 31-én megszűnt Borsodvármegye alispánja lenni.” A helyét Lévay József vette át, és e sérelmek miatt nem vett részt Miklós beiktatásán.